# Tử hình ở Kenya
Tử hình là một hình phạt hợp pháp tại Kenya. Từ trước khi quốc gia này độc lập, tử hình vẫn được quy định trong luật pháp Kenya. Không có vụ tử hình nào được thực hiện ở quốc gia này kể từ năm 1987, kể từ khi Hezekiah Ochuka và Pancras Oteyo Okumu, những nhà lãnh đạo của cuộc đảo chính năm 1982, bị xử tử bằng hình thức treo cổ vì tội phản quốc.
Các tổng thống Kenya thường ân xá cả các bản án tử hình xuống thành chung thân, lần ân xá gần đây nhất là vào năm 2016. Hiện nay không có quy định bãi bỏ án tử hình.
Mặc dù việc tử hình hiến khi xảy ra nhưng án tử hình vẫn được thông qua ở Kenya. Chẳng hạn như vào tháng 7 năm 2013, Ali Babitu Kololo bị kết án tử hình vì liên quan trong vụ sát hại và bắt cóc 2 du khách người Vương quốc Liên hiệp Anh, và vào năm 2014, một y tá đã bị kết án tử hình sau khi bị kết tội phá thai và khiến một người phụ nữ tử vong sau ca nạo phá.

## Lịch sử
Tử hình được đưa ra ở Kenya vào năm 1893 bởi chính phủ thực dân Anh; việc tử hình không được thực hiện thường xuyên ở các cộng đồng tiền thuộc địa, bởi cư dân ở đây đề cao công lý phục hồi. Nói chung, hầu hết các cộng đồng châu Phi không sử dụng án tử hình như một phần của việc thực thi công lý ngoại trừ những người phạm tội đã nhiều lần "tự làm cho mình nguy hiểm vượt quá giới hạn chịu đựng của đồng loại của họ". Bộ luật hình sự do thực dân Anh soạn ra quy định án tử hình bắt buộc đối với tội giết người, phản quốc và cướp có vũ trang. Tử hình hàng loạt, số lượng lớn nhất từng được ghi nhận là 1.090 người, được thực hiện bởi chính quyền thực dân trong cuộc khởi nghĩa Mau Mau.
Sau nỗ lực đảo chính năm 1982, Hezekiah Ochuka, Pancras Oteyo Okumu và hai kẻ chủ mưu khác cầm đầu cuộc đảo chính đã bị kết tội phản quốc, bị kết án tử hình và sau đó bị treo cổ vào tháng 7 năm 1987. Họ là những người cuối cùng bị xử tử ở Kenya cho đến nay.
Năm 2010, Tòa án phúc thẩm Kenya đã hủy bỏ bản án tử hình bắt buộc đối với tội giết người trong vụ án Mutiso v. Republic, là tòa án quốc gia thứ ba trong các châu Phi theo thông luật làm như vậy.
Năm 2016, Tổng thống Uhuru Kenyatta đã giảm án tử hình cho 2.747 tử tù xuống tù chung thân. Tổng thống Mwai Kibaki cũng đã thực hiện điều tương tự vào năm 2009. Tất cả 4.000 tử tù đang chờ thi hành án tử hình đều được xóa án và giảm xuống tù chung thân. Mục đích là để buộc các tù nhân tham gia lao động chân tay, để được giảm từ án tử hình xuống án chung thân.
Năm 2017, Tòa án Tối cao đã bãi bỏ án tử hình bắt buộc, và tuyên bố việc tử hình là trái với hiến pháp.
Một báo cáo được lưu hành rộng rãi vào năm 2018-19 ngụ ý rằng chính phủ đã tuyên bố ý định áp dụng lại án tử hình đối với nạn săn trộm động vật hoang dã. Tuy nhiên, báo cáo đã không được thông qua và không có kế hoạch nào như vậy được xem xét.